# Kontantkort

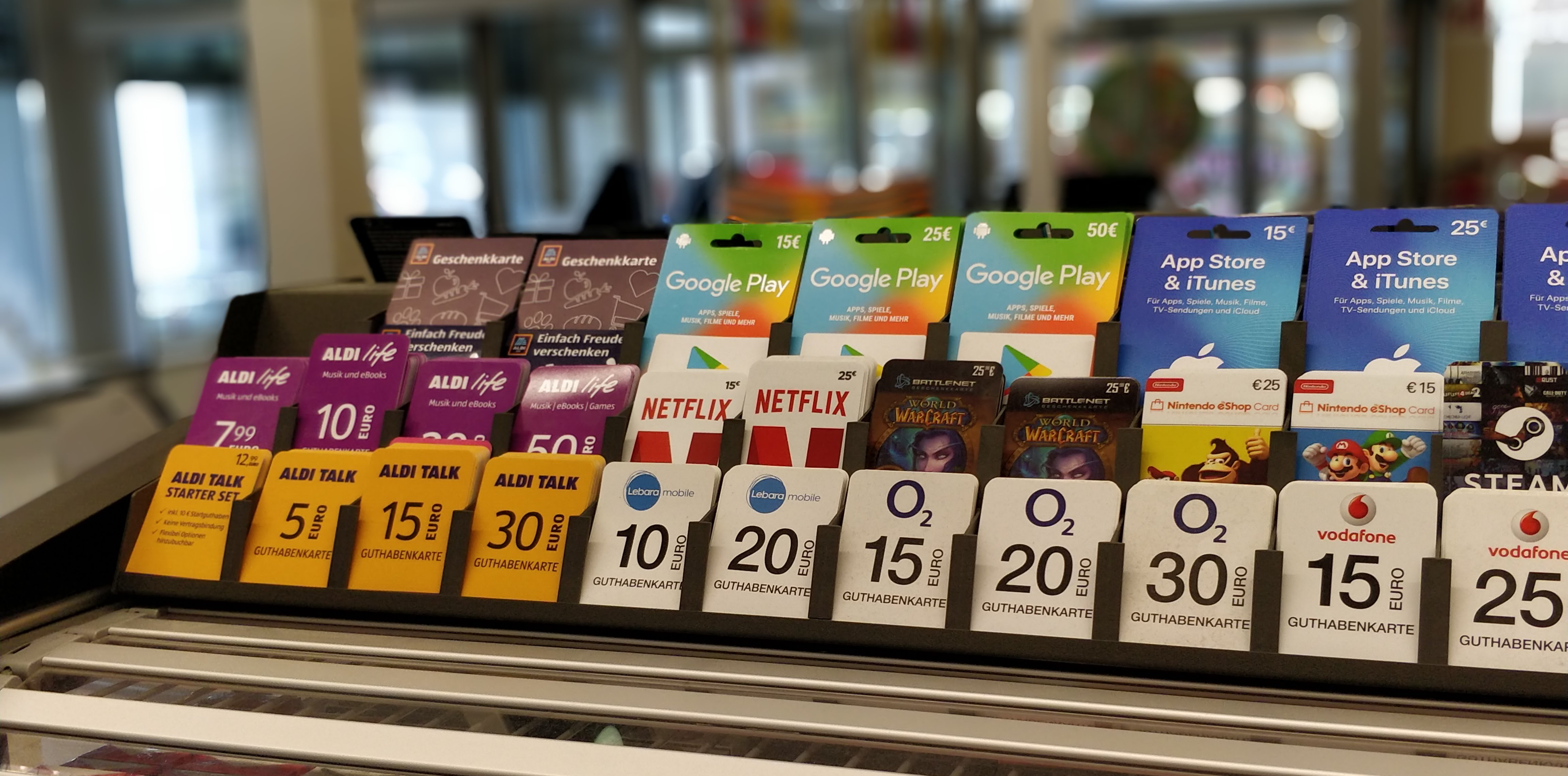
Olika kontantkort i Tyskland.

Kontantkort är ett elektroniskt kort som laddas med ett visst kontantbelopp. Det har en mängd användningsområden, och finns både för omladdning och för engångsbruk. Det tillgängliga beloppet sparas vanligtvis i kortets minne.

## Exempel på kontantkort
- Kort för mobiltelefoner, som används istället för ett vanligt abonnemang (där betalningen sker via fakturering). Dessa kort kan omladdas.
- Telefonkort för telefonautomater.
- Reskort, ett kort med reskassa för resor. Finns både engångskort och sådana som kan laddas på.
- Kort för fotostatkopiatorer är vanligt på universitet och bibliotek.
- Cashkortet, som var ett universalkort.
- Kort som ger tillgång till digitala betalkanaler och fungerar som alternativ till bindande abonnemang. När den förbetalda giltighetstiden löpt ut kan kortet laddas på nytt.